# Cencalli
Cencalli: Casa del Maíz y la Cultura Alimentaria es un museo y centro cultural dedicado a la cultura del maíz y su importancia alimenticia en México. Está ubicado en el edificio que ocupó el Molino del Rey en el Complejo Cultural Los Pinos de la Ciudad de México. Fue inaugurado el 29 de septiembre de 2021.

## Descripción
Cencalli está dedicado a la cultura alimenticia de México, articulado en el maíz. Muestra información estadística y social sobre la historia de ese cultivo en México y sus diferentes usos y costumbres así como piezas arqueológicas y objetos culturales sobre dicha especie.

### Salas
Los cuatro pisos del museo tiene las siguientes secciones temáticas:
- Domesticación y diversidad del maíz
- La milpa y otros sistemas de cultivo mesoamericanos
- Maíz y nixtamalización
- La cocina del maíz
- El maíz en el mundo
- El dilema del maíz
- El valor simbólico del maíz
- Arte por el maíz